# Liste der Amtmänner von Wilhelmsburg
Amtmänner verwalteten Wilhelmsburg von 1672 bis zu dessen Eingliederung in das Amt Harburg. Danach erhielt der Ort Wilhelmsburg eine eigene Gemeindeverwaltung, später mit einem Bürgermeister an der Spitze. Die Gemeindevorsteher und Bürgermeister werden hier ergänzend aufgeführt.

## Amtmänner
| 1672 – 1678              | Johann Jakob Sperl                                               |
| 1678 – 1687              | Albert Kücken, Albert Kückens von Wahlburg                       |
| 1687                     | ... Schlüter, einstweilig                                        |
| 1687 – 1697              | Christian Böhmer                                                 |
| 1698 – 1703              | Dietrich Nolbeck (gest. 1704)                                    |
| 1703 – 1716              | Johann Friedrich Philippi                                        |
| 1717 – 20. Februar 1718  | Friedrich Wilhelm Meineking                                      |
| 1718 – 17. Dezember 1734 | Moritz Busmann (1686–1734)                                       |
| 1735 – 1747              | Friedrich Christoph Isenbart                                     |
| 1747 – 1762              | Johann Anton von Döhren, Amtsschreiber, 1749 Amtmann             |
| 1758 – 1791              | Friedrich August Brauns, Amtsschreiber, 1765 Amtmann             |
| 1791 – 1796              | Carl Friedrich Hotzen, Amtsschreiber, 1795 Amtmann               |
| 1796 – 1811              | Friedrich Franz Rautenberg, Amtsverwalter                        |
| 1811 – 1813              | Friedrich Franz Rautenberg, Maire unter französischer Herrschaft |
| 1814 – ?                 | Friedrich Franz Rautenberg, Amtmann                              |
| 1818 – 1831              | Carl August Wilhelm [Joachim Otto] Wyneken, Amtsassessor         |
| 1832 – 1836              | Johann Caspar Peter Fischer, Amtsassessor                        |
| 1836 – 1846              | Ludwig August Schlüter, Amtsassessor                             |
| 1847 – 1859              | Philipp Christian von Ramdohr, Amtmann (1803–1864)               |

Das Amt wurde 1859 aufgehoben, mit Harburg zusammengelegt.

## Gemeindevorsteher / Hauptvorsteher (nebenamtlich)
Sie waren Vorsitzende im Gemeindeausschuss, erst ½jährlich wechselnd, später auf 6 Jahre bestimmt.
| 1859 – 1887 | ?             |
| 1887 – 1893 | Adolf Wilmans |

## Hauptvorsteher / Bürgermeister (hauptamtlich)
| 1893 – 1899         | Johannes Oesau                            |
| 1899 – 1903         | August Jux                                |
| 1903 – 1917         | Adolf Menge                               |
| 1917 – 1. Juli 1925 | Johannes Zeidler                          |
| 1925 – 1927         | Wilhelm Bartmann, Syndikus, kommissarisch |

- 1925 erhielt Wilhelmsburg Stadtrecht und wurde als eigener Stadtkreis aus dem Landkreis Harburg ausgegliedert.
- 1927 wurde die Stadt mit Harburg vereinigt zum Stadtkreis Harburg-Wilhelmsburg.
- 1937 wurde Harburg-Wilhelmsburg in Hamburg eingegliedert.